# Scooby-Doo: Otok Zombija
Scooby Doo: Otok Zombija (engl. Scooby Doo on Zombie Island) prvi je dugometražni animirani DVD film iz serije Scooby Doo, izdan 1998. godine na VHS-u, a 2001. godine na DVD-u.

## Radnja
Scooby škvadra već je neko vrijeme razdvojena. Shaggy i Scooby rade kao zaštitari u zračnoj luci, gdje nakon što pojedu dokazni materijal, ostaju bez posla. Velma vodi svoju knjižaru u kojoj prodaje krimiće. S Fredom kao snimateljem, Daphne ima svoju TV emisiju Od obale do obale s Daphne Blake u kojoj govori o dogodovštinama i zagonetkama koje je nekada rješavala. Dolazi na ideju reportaže o stvarnim duhovima i čudovištima, što i najavljuje u emisiji i pritom se s nostalgijom sjeti starih prijatelja. Fred joj priprema rođendansko iznenađenje – dovodi ostatak ekipe. Škvadra je opet na okupu i svi zajedno idu u potragu za dobrom pričom o pravim duhovima. Obišavši nekoliko potencijalno ukletih mjesta i nemajući uspjeha, u New Orleansu susreću na tržnici Lenu, koja radi kao kućna pomoćnica na obližnjem otoku kod svoje vlasnice Simone. Predlaže im upravo tu kuću za koju tvrdi da ju opsjeda duh pirata Morgana Moonscara. Vodi ih na otok, gdje nailaze na neobične pojave i prave zombije.

## Glasovi

### Originalna verzija
- Scott Innes – Scooby
- Billy West – Shaggy
- Frank Welker – Fred
- Mary Kay Bergman – Daphne
- B.J. Ward – Velma
- Adrienne Barbeau – Simone
- Tara Strong – Lena
- Cam Clarke – Beau Neville
- Jim Cummings – Jacques
- Mark Hamill – Snakebite Scruggs
- Larry Hawk – Snaglepuss
- Ed Gilbert – Pan Beeman
- Jennifer Leigh Warren – Chris

### Hrvatska verzija

#### Alfa Film
Film je sinkroniziran za VHS i DVD izdanje.
- Siniša Popović – Scooby
- Dražen Bratulić – Shaggy
- Jasna Palić – Velma
- Sanja Marin – Daphne
- Hrvoje Klobučar – Fred
- Zlatko Ožbolt – Detektiv Beau Neville
- Katja Zubčić – Simone Lenoir[3]
- Mira Bosanac – Lina Dupree
- Miro Šegrt – Jacques
- Mirela Brekalo – Chris
- Zoran Gogić – Snakebite Scruggs
- Žarko Savić – Upravitelj aerodroma
- Vlado Kovačić – Pan Beeman
- ??? – Pierre
- ??? – Jackson T. Pettigrew

Redatelj: Branko Sviben